# Коломиец, Михаил Маркович
Михаи́л Ма́ркович Коломи́ец (1 ноября 1918 — 6 августа 2010) — советский военачальник, начальник управления по вводу систем противокосмической обороны и предупреждения о ракетном нападении Министерства обороны СССР (1963—1984), генерал-лейтенант в отставке.

## Биография
Родился 1 ноября 1918 года в селе Нижняя Сыроватка Сумского уезда, Харьковская губерния, Украинская Советская Республика.
В 1937 г. окончил зоотехникум, в 1939 г. окончил Сумское артиллерийское училище. В 1949 г. окончил Военную академию имени М. В. Фрунзе.
Участник Великой Отечественной войны. Участвовал в боевых действиях под Калинином, в битве под Москвой, в операции «Багратион», форсировании реки Нарев в районе Пултукс, в разгроме вражеских войск в Восточной Пруссии, а в апреле 1945 года — в штурме города-крепости Кёнигсберг.
В 1950—1952 гг. — командующий дивизионом курсантов в Киевском артиллерийском училище.
В 1952—1953 гг. — начальник курса Ростовского высшего инженерно-ракетного училища.
В 1952—1956 гг. — начальник Военно-технической базы особого назначения Московского округа ПВО.
В 1956—1958 гг. — заместитель командира 6-го корпуса ПВО 1-й армии ПВО особого назначения Московского округа ПВО.
В 1960 г. окончил Военную академию Генерального штаба и продолжил службу в Уральском военном округе в должности командира 20-го корпуса ПВО 4-й армии ПВО.
В 1963—1984 гг. — начальник управления по вводу систем противокосмической обороны и предупреждения о ракетном нападении Министерства обороны СССР.
После увольнения в 1984 г. в отставку 15 лет проработал советником Координационного центра по сотрудничеству с зарубежными странами в области вычислительной техники.
Умер 6 августа 2010 года в Москве. Похоронен на Троекуровском кладбище, участок 7в

## Награды и звания
- Герой Социалистического Труда (21 февраля 1978)
- орден Ленина (21.02.1978)
- три ордена Красного Знамени (1942, 1945, 1975)
- орден Александра Невского (1944)
- три орден Отечественной войны I степени (1944, 1945, 1985)
- орден Трудового Красного Знамени (1975)
- два ордена Красной Звезды (1943, 1952)
- орден «За службу Родине в Вооружённых Силах СССР» III степени (1984)
- медали СССР

Является почётным гражданином города Красногорска Московской области.